# São Raimundo do Doca Bezerra
São Raimundo do Doca Bezerra est une municipalité brésilienne située dans l'État du Maranhão.